# 알바니아 공산주의 붕괴

이전 동구권 국가들의 영토와 공산주의 통치가 끝난 해. 옛 소련 공화국의 경우, 독립을 선언한 해.

알바니아의 공산주의 붕괴는 소련 외부 유럽에서 마지막으로 일어난 공산주의 정권 붕괴 사건으로, 1990년 12월 수도 티라나에서 학생 시위와 함께 시작되었지만, 그 해 1월 슈코더르나 카바여와 같은 다른 도시에서도 시위가 시작되었다. 공산주의 알바니아 노동당 중앙위원회는 12월 11일 정치적 다원주의를 허용했고, 가장 큰 야당인 민주당이 다음날 창설되었다. 1991년 3월 선거에서 노동당이 집권했지만, 총파업과 도시 반대 운동으로 비공산주의자를 포함하는 "안정 정부"가 구성되었다. 알바니아의 전 공산주의자는 경제 붕괴와 사회 불안 속에서 1992년 3월 선거에서 패배했으며, 민주당이 대부분의 의석을 차지하고 당 대표인 살리 베리샤가 대통령이 되었다.

## 배경
40년 동안 알바니아 사회주의 인민공화국을 통치했던 엔베르 호자는 1985년 4월 11일에 사망했다. 라미즈 알리아는 호자의 뒤를 이어 노동당의 총비서가 되었고, 점진적으로 경제 개혁을 도입하고 서유럽 국가와 외교 관계를 열었다.
1989년 혁명 동안 많은 알바니아인들은 고립된 환경과 국가의 정보 통제 때문에 외부에서 무슨 사건이 일어나는지 알지 못했다. 일부 알바니아인은 1989년 11월 베를린 장벽이 무너졌다는 사실을 몰랐다.
1990년 1월, 첫 반란은 슈코더르에서 시작되었는데, 수백 명의 사람들이 이오시프 스탈린의 동상을 파괴하기를 원했고 거기서부터 다른 몇몇 도시로 확산되었다. 결국, 기존 정권은 1990년에 해외 여행의 자유를 제공하는 조치를 포함하여 일부 자유화를 도입했다. 외부 세계와의 관계 개선 노력이 시작되었다.
미하일 고르바초프는 1985년에 소련에서 글라스노스트와 페레스트로이카라는 새로운 정책을 채택했다. 루마니아의 공산주의 지도자 니콜라에 차우셰스쿠가 루마니아 혁명 중에 처형된 후, 알리아는 급진적인 변화가 이루어지지 않으면 자신이 다음이 될 수도 있다는 것을 알았다. 그는 이후 헬싱키 협정에 서명하여 서유럽 인권 기준에 동조하도록 강요했다. 알리아는 또한 알바니아 정치 체계를 개혁하는 방법에 대해 당시의 주요 지식인과 회의를 조직했다. 알리아 통치 하에, 1944년 공산주의자들이 알바니아에서 집권한 이래 첫 다당제 선거가 열렸다. 알리아의 당은 1991년 3월 31일 선거에서 승리했다.
그럼에도 불구하고, 민주주의로의 전환은 막을 수 없다는 것이 분명했다. 새로 형성된 민주당의 많은 주요 인사는 시위 중에 밝은 트렌치 코트를 입었고, 당시 아직 노동당 당원이었던 살리 베리샤는 학생 시위에서 라미즈 알리아에게 감사를 표하는 것이 들렸고, 정부 차량을 타고 스칸데르베그 광장 주변을 운전하는 모습이 목격되었다. 한편, 티라나 학생 도시 기숙사에서 학생 시위는 국가경찰에게 진압되었다. 라미즈 알리아는 티라나 대학교 학생 대표단을 초청하여 그들의 우려를 논의하고 타협점을 찾았다.
공산주의자는 첫 번째 선거에서 정부 통제권을 유지하는 데 성공했지만, 두 달 후 총파업 중에 무너졌다. 구국위원회가 권력을 잡았지만 6개월 이내에 역시 붕괴되었다. 알리아는 대통령직에서 사임했고, 판 놀리 주교 이후 알바니아에서 처음으로 민주적으로 선출된 지도자인 베리샤가 그를 계승했다.

## 탈공산주의 정부
공산주의에서 자본주의로의 변화는 분명히 많은 어려움을 겪었다. 민주당은 약속했던 개혁을 이행해야 했지만, 그것들은 너무 느리거나 국가의 문제를 해결하지 못했고, 그 결과 빠른 번영에 대한 희망이 이루어지지 않아 사람들은 실망했다. 많은 알바니아인은 야당, 언론 및 시민 사회에 대한 압력을 포함한 살리 베리샤의 강해지는 권위주의에 좌절했다. 1996년 6월 총선에서 민주당은 절대 다수를 얻으려고 노력했고 결과를 조작했다.
1997년 알바니아 폭동은 여러 대규모 "피라미드 사기"(더 정확히는 폰지 사기)의 붕괴와 광범위한 알바니아의 부패로 인해 정부가 붕괴되는 원인이 되었고, 이는 전국적인 무질서와 반란을 초래했다. 정부는 무력으로 반란을 진압하려 했지만, 알바니아군의 낮은 사기와 부패로 인해 실패했다. 유럽 안보 협력 기구 특별 대표 프란츠 프라니츠키가 이끄는 국제 중재의 도움으로, 여당과 야당은 화합정부를 구성하고 새로운 선거를 치르기로 합의했다. 평온을 확보하고 외부 난민 유출을 막기 위해, 9개국은 알바 작전이라는 국제군을 주둔해 군사력을 기여했다.
1997년 6월의 1997년 알바니아 의회 선거는 야당 사회당(이전 공산당)을 집권시켰고, 이 당은 2005년까지 여러 총리 아래서 통치했다. 민주당은 2005년과 2009년 의회 선거에서 승리했고, 알바니아는 다시 살리 베리샤가 통치했는데, 이번에는 총리로서였다. 사회당은 2013년 선거에서 승리했으며, 현재 당 대표이자 총리인 에디 라마가 통치하고 있다.
1998년 11월 22일 국민투표로 승인되고 1998년 11월 28일 공포되었으며 2007년 1월에 개정된 헌법에 따르면, 알바니아는 삼권분립과 기본적 인권 보호가 있는 민주 정부 체제를 갖추고 있다.
공산주의 종식 이후, 알바니아는 러시아나 중국과의 냉담한 관계보다 서방 세계와 더 가까워졌다. 알바니아는 2009년 NATO에 가입했으며, 미래에 유럽 연합에 가입하는 것을 목표로 하고 있다.

## 같이 보기
- 1991년 알바니아안의 이탈리아 탈출
- 파토스 나노
- 라메리카

## 참고 문헌
- Abrahams, Fred C. (2015). 《Modern Albania: From Dictatorship to Democracy in Europe》. NYU Press. ISBN 9780814705117.
- Anders Åslund & Örjan Sjöberg (1992) "Privatisation and transition to a market economy in Albania", Communist Economies and Economic Transformation, 4:1, 135–150
- Rama, Shinasi (2019). 《The End of Communist Rule in Albania: Political Change and The Role of The Student Movement》. Routledge. ISBN 9780367193607.